# Ambiaxius aberrans
Ambiaxius aberrans är en kräftdjursart som först beskrevs av Eugène Louis Bouvier 1905.  Ambiaxius aberrans ingår i släktet Ambiaxius och familjen Calocarididae. Inga underarter finns listade i Catalogue of Life.